# Kritische temperatuur

PV-isothermen: lichtblauwe isothermen zijn superkritisch. De kritische isotherm is rood en heeft in het punt K een buigpunt, waarbij ook de eerste afgeleide = 0 is. De donkerblauwe isothermen zijn theoretische lijnen volgens van der Waals: hier is ook een buigpunt, maar de eerste afgeleide is > 0 in het buigpunt. Een rechtelijn-benadering is in dit gebied beter: 2 fasen in evenwicht.

Voor de maximale temperatuur waarbij supergeleiding optreedt, zie aldaar.
De kritische temperatuur van een stof is de temperatuur waarbij het onderscheid tussen vloeibare fase en gasvormige fase vervalt. Bij een hogere temperatuur zal de fase van de stof niet veranderen als de druk of het volume wordt veranderd, waarbij het niet uitmaakt of de toestand vanuit de vloeibare fase of vanuit de gasvormige fase bereikt werd. Ook bij afkoelen is er geen abrupte faseovergang waar te nemen, waarbij het wel van de druk en temperatuur afhangt of er gas of vloeistof ontstaat. 
Bij de kritische temperatuur Tkr hoort ook een kritische druk pkr in het hierna genoemde buigpunt, zodat we van een kritisch punt K (Tkr, pkr) kunnen spreken.
De rechte horizontale lijn FBG in een donkerblauwe isotherm is bedacht door James Clerk Maxwell. Fysisch stelt dit het tweefasen mengsel voor tussen vloeistof fase F en gas fase G, bij constante druk, als het volume toeneemt.
In de druk-volume grafiek van isothermen is het buigpunt K te zien in de isotherm van de kritische temperatuur (rood). Vanaf hogere temperaturen komend (lichtblauwe krommen) is dit het eerste buigpunt dat optreedt, waarbij ook de eerste afgeleide = 0 is.

Dus:
{\displaystyle \left({\frac {\partial P}{\partial V}}\right)_{T}=0,\left({\frac {\partial ^{2}P}{\partial V^{2}}}\right)_{T}=0}
Met behulp van deze relaties en bekende (Tkr, pkr) zijn de constanten a en b uit de Van der Waalsvergelijking te berekenen.
Hoewel er geen faseovergang plaatsvindt bij de kritieke temperatuur en druk, wordt het gebied (T>Tkr, p>pkr) aangeduid als superkritische vloeistoffase. Zie het p-T diagram.

Stoffases uitgezet in een P-T diagram, de smelt- en kookpunten (kritieke druk en temperatuur). Zichtbaar is dat het gebied gas/damp rechtsboven langs het kritische punt is verbonden met het gebied vloeistof zonder abrupte faseovergangen. De gestippelde groene lijn geeft het gedrag van zuiver water weer, de groene lijn van normale stoffen (smeltend dan wel stollend). De blauwe lijn is de grens vloeistof-gas: de kookpunten.

| Stofnaam        | Druk (bar) | Temperatuur (°C) |
| --------------- | ---------- | ---------------- |
| Argon           | 48,1       | -122,4           |
| Benzeen         | 48,6       | 294              |
| Broom           | 102        | 310,8            |
| Cæsium          | 94         | 1664,85          |
| Chloor          | 76         | 143,8            |
| Ethanol         | 62,18      | 241              |
| Fluor           | 51,5       | −128,85          |
| Helium          | 2,24       | −267,96          |
| Koolstofdioxide | 72,85      | 31,04            |
| Krypton         | 54,3       | −63,8            |
| Methaan         | 45,79      | −82,3            |
| Neon            | 27,2       | −228,75          |
| Stikstof        | 33,5       | −146,9           |
| Stikstofdioxide | 71,5       | 36,4             |
| Water           | 218,2      | 374,2            |
| Waterstof       | 12,8       | −239,95          |
| Xenon           | 57,6       | 16,6             |
| Zuurstof        | 49,8       | −118,6           |